# Luiz Antônio Fleury Filho
Luiz Antônio Fleury Filho (São José do Rio Preto, 30 de marzo de 1949 - São Paulo, 15 de noviembre de 2022) fue un profesor, fiscal y político brasileño, fue gobernador de São Paulo de 1991 a 1995.

## Carrera política
En 1990 fue elegido gobernador del estado de São Paulo bajo las siglas del PMDB, manteniendo el cargo hasta el 1995. Durante su gestión sucedió la masacre de la penitenciaria de Carandiru, donde murieron 111 presos. En 1999, ya afiliado al PTB, se convirtió en diputado federal.